# Angylocalyx
Genre
Classification phylogénétique
Angylocalyx est un genre de plantes à fleurs dicotylédones de la famille des Fabaceae, sous-famille des Faboideae, originaire de l'Afrique tropicale, qui comprend six espèces acceptées.

## Liste d'espèces
Selon Catalogue of Life (24 octobre 2018) :
- Angylocalyx boutiqueanus L.Touss.
- Angylocalyx braunii Harms
- Angylocalyx oligophyllus (Baker)Baker f.
- Angylocalyx pynaertii De Wild.
- Angylocalyx schumannianus Taub.
- Angylocalyx talbotii Hutch. & Dalziel